# Лулео (аеропорт)
Лулео (швед. Luleå flygplats) (IATA: LLA, ICAO: ESPA) — аеропорт, розташований за 10 км на південний схід від Лулео, Швеція. Аеропорт Лулео — найбільший у Північній Швеції (Норрланді) і 5-й за пасажиропотоком в Швеції. Аеропорт обслугував 1 177 443 пасажирів в 2015, головним напрямком є Стокгольм.
Також здійснюються рейси в Південну Європу, на Канарські острови і місцеві рейси з Північної Швеції.

## Історія
Аеропорт відкрито як військове летовище «Norrbotten Wing» (F 21) в 1941 році. 
11 вересня 1944 року відкрито пасажирські рейси до Стокгольма.

Зимові операції почалися в 1948 році, коли був побудований ангар і запрацювали вогні злітно-посадкової смуги. 
Міжнародні туристичні чартери почали діяти в 1969 році. 
Нинішня будівля терміналу була відкрита в 1984 році. 
Кількість пасажирів значно зросла в 1980-х, а потім значно зменшилася в 1990-х, як тут, так і по всій Швеції, досягнувши мільйона в Лулео в 1991 році, цифра, яка була досягнута знову в 2011 році. 
Кількість пасажирів у Лулео все ще залишається досить стабільною, оскільки інші види транспорту та інші аеропорти менш привабливі для подорожі до Лулео. 
В 1999 році злітно-посадкову смугу в аеропорту Лулео було розширено до 3350 метрів для вантажних рейсів, але це не призвело до збільшення трафіку.

## Авіакомпанії та напрямки, березень 2022

### Пасажирські
| Авіакомпанія          | Пункт призначення                                                                                              |
| --------------------- | --- |
| Aegean Airlines       | Сезонний чартер: Ханья, Родос                                                                                  |
| Corendon Airlines     | Сезонний чартер: Анталія                                                                                       |
| Eurowings             | Сезонно: Дюссельдорф (з 22 грудня 2022)                                                                        |
| Freebird Airlines     | Сезонний чартер: Анталія                                                                                       |
| Jonair                | Паяла |
| Norwegian Air Shuttle | Стокгольм–Арланда                                                                                              |
| Ryanair               | Стокгольм–Арланда                                                                                              |
| Scandinavian Airlines | Гетеборг, Стокгольм–Арланда Сезонний чартер: Анталія, Фуертевентура, Ларнака, Пальма-де-Мальорка, Родос, Самос |
| Sunclass Airlines     | Сезонний чартер: Гран-Канарія, Родос                                                                           |
| TUI fly Nordic        | Сезонний чартер: Гран-Канарія                                                                                  |

### Вантажні
| Авіакомпанія | Пункт призначення |
| ------------ | ----------------- |
| Amapola Flyg | Умео              |

## Пасажирообіг
Див. джерело запитів Вікіданих та джерела.